# Campionati italiani primaverili di nuoto 1987
I trentaquattresimi Campionati italiani primaverili di nuoto si sono svolti a Loano dal 27 febbraio al 1º marzo 1987. È stata utilizzata la vasca da 25 metri.

## Podi

### Uomini
| Evento               | Oro                                                                                     | Tempo    | Argento | Tempo | Bronzo | Tempo |
| Stile libero         |                                                                                         |          |         |       |        |       |
| 50 m                 | Giovanni Franceschi                                                                     | 22"48    |         | -     |        | -     |
| 100 m                | Giorgio Lamberti                                                                        | 49"94    |         | -     |        | -     |
| 200 m                | Giorgio Lamberti                                                                        | 1'46"93  |         | -     |        | -     |
| 400 m                | Giorgio Lamberti                                                                        | 3'46"70  |         | -     |        | -     |
| 1500 m               | Alessandro Ciucci                                                                       | 15'04"83 |         | -     |        | -     |
| Dorso                |                                                                                         |          |         |       |        |       |
| 200 m                | Stefano Battistelli                                                                     | 2'00"66  |         | -     |        | -     |
| Rana                 |                                                                                         |          |         |       |        |       |
| 100 m                | Lorenzo Carbonari                                                                       | 1'01"98  |         | -     |        | -     |
| 200 m                | Andrea Cecchi                                                                           | 2'13"79  |         | -     |        | -     |
| Farfalla             |                                                                                         |          |         |       |        |       |
| 100 m                | Giovanni Franceschi                                                                     | 54"79    |         | -     |        | -     |
| 200 m                | Marco Tenderini                                                                         | 2'01"19  |         | -     |        | -     |
| Misti                |                                                                                         |          |         |       |        |       |
| 200 m                | Giovanni Franceschi                                                                     | 2'01"50  |         | -     |        | -     |
| 400 m                | Stefano Battistelli                                                                     | 4'14"33  |         | -     |        | -     |
| Staffette            |                                                                                         |          |         |       |        |       |
| 4x100 m stile libero | Leonessa Telemarket Marco Colombo Daniele Armellini Giorgio Lamberti Fabrizio Rampazzo  | 3'22"49  |         | -     |        | -     |
| 4x200 m stile libero | Fiamme Gialle Leonardo Michelotti Gianluca Camillieri Alberto Pilotti Alessandro Ciucci | 7'24"60  |         | -     |        | -     |

### Donne
| Evento               | Oro                                                                                   | Tempo   | Argento | Tempo | Bronzo | Tempo |
| Stile libero         |                                                                                       |         |         |       |        |       |
| 50 m                 | Silvia Persi                                                                          | 26"19   |         | -     |        | -     |
| 100 m                | Silvia Persi                                                                          | 56"14   |         | -     |        | -     |
| 200 m                | Tanya Vannini                                                                         | 2'00"48 |         | -     |        | -     |
| 400 m                | Tanya Vannini                                                                         | 4'13"52 |         | -     |        | -     |
| 800 m                | Tanya Vannini                                                                         | 8'35"11 |         | -     |        | -     |
| Dorso                |                                                                                       |         |         |       |        |       |
| 100 m                | Manuela Carosi                                                                        | 1'02"67 |         | -     |        | -     |
| 200 m                | Laura Savarino                                                                        | 2'14"93 |         | -     |        | -     |
| Rana                 |                                                                                       |         |         |       |        |       |
| 100 m                | Manuela Dalla Valle                                                                   | 1'10"46 |         | -     |        | -     |
| 200 m                | Manuela Dalla Valle                                                                   | 2'32"19 |         | -     |        | -     |
| Farfalla             |                                                                                       |         |         |       |        |       |
| 100 m                | Ilaria Tocchini                                                                       | 1'00"27 |         | -     |        | -     |
| 200 m                | Ilaria Tocchini                                                                       | 2'12"13 |         | -     |        | -     |
| Misti                |                                                                                       |         |         |       |        |       |
| 200 m                | Ilaria Tocchini                                                                       | 2'14"74 |         | -     |        | -     |
| 400 m                | Roberta Felotti                                                                       | 4'48"22 |         | -     |        | -     |
| Staffette            |                                                                                       |         |         |       |        |       |
| 4x100 m stile libero | Roma Nuoto Manuela Carosi Roberta Cantiani Laura Belotti Silvia Persi                 | 3'52"96 |         | -     |        | -     |
| 4x200 m stile libero | Roma Nuoto Silvia Persi Francesca Coleine Manila Cavero Manuela Carosi                | 8'28"99 |         | -     |        | -     |
| 4x100 m stile misti  | Libertas Safa Torino Laura Savarino Alessandra Zambruno Emanuela Viola Lucia Vigliano | 4'16"79 |         | -     |        | -     |